# Borgo fortificato con torre
Il borgo fortificato con torre si trova presso il centro storico di Celenza sul Trigno in provincia di Chieti.

## Storia
Il primo impianto risale al X secolo ma rimaneggiato fino al XVIII secolo, mentre la torre risale al XVIII secolo. Il borgo attualmente è parzialmente integro ma, specialmente dopo la seconda guerra mondiale ne furono distrutti molti punti, tuttavia, precedentemente erano già state demolite alcune delle porte urbiche, così come furono demolite il Castello Ducale e la Chiesa del Purgatorio fuori le mura sita presso la Porta da Capo o Maestra. L'orientamento delle strade del borgo, che si sviluppa su di un crinale di un colle, era a pettine con due assi principali, il tratturo Ateleta-Biferno e la strada per l'Abbazia di Santa Maria del Canneto. Il punto centrale del borgo era la Piazza Maestra che era circoscritta dalla chiesa, riedificata nel 1605, e dal Palazzo ducale Caracciolo-Pignatelli-D'Avalos. Le strutture difensive sono rimaste nei residui toponomastici nelle due porte urbiche, nelle case con mura a scarpa della via di confine Frainili (ov'era una torre prima della seconda guerra mondiale), nelle case-mura di via Palazzo, nelle case-torre di Via Palazzo (come il Palazzo Piccoli-D'Aloisio) e nell'arco di via Frainili. Il materiale impiegato per la costruzione del borgo, tra l'altro, è il laterizio.

## Descrizione
Il paese antico mostra ancora la pianta ellittica irregolare di case, circondate originalmente da mura di che si attorcugliano attorno alla zona dell'antico castello scomparso nel XVII secolo, ossia all'ingresso del borgo di piazza del Popolo. Fuori le mura c'era anche la chiesa del Purgatorio, scomparsa anch'essa, addossata a Porta da Capo, principale ingresso. Gli accessi antichi erano posti o presso la porta, a nord, presso il tratturo Ateleta-Biferno, o dal santuario di Santa Maria di Canneto, da cui di accedeva presso Porta da Piedi a sud.
Le zone del centro dove sopravvivono tracce di parti medievali sono la via Vittorio Emanuele, dove si trova la chiesa di Santa Maria Assunta, con la torre campanaria di controllo, che si trova accanto al Palazzo d'Avalos-Pignatelli. La muratura è visibile presso via Pomeriale, via Frainili (dove prima della seconda guerra mondiale c'era una torre), via Palazzo, con alcune case mura e il Palazzo Piccoli-d'Aloisio, e non l'arco cittadino. Il borgo si suddivide nella parte storica, in parte manomessa per la ricostruzione delle case dopo la guerra, attraversata da via Vittorio Emanuele, e delimitata a ovest da via Palazzo, e la zona nuova otto-novecentesca, sorta nelle campagne del convento di San Donato, delimitata dal corso Umberto, piazza Cavour e via Garibaldi.

### Chiesa parrocchiale di Santa Maria Assunta
Principale chiesa di Celenza, mostra il fianco su piazza del Popolo, risalente al XIII secolo. Tuttavia fu ricostruita tre secoli dopo in aspetto prevalentemente barocco, con interventi ottocenteschi neoclassici per la stuccatura in bianco. La chiesa presenta pochi elementi dell'aspetto medievale, come la finestra gotica a sesto acuto presente nella parte centrale della facciata, e un prezioso altare con edicola gotica a sesto acuto, sormontata da ghimberga, poggiante su un piedistallo ornato da sei colonnine in rilievo. L'opera è stata traslata nell'altare maggiore dalla tomba Pignatelli.

### Convento di San Donato
Il convento si trova poco distante dal corso Umberto, in via Marconi. Risale al XVI secolo, fondato dai Francescani, e conserva all'interno importanti affreschi cinquecenteschi. Il convento è stato soppresso nel Novecento, benché ancora conservato, e ospita un centro anziani.

### Torre medievale
Si trova accanto alla chiesa parrocchiale,  e risale probabilmente al Medioevo. Ha pianta quadrata, sviluppantesi in tre livelli divisi da cornice marciapiano, con paraste semplici sui lati. L'accesso mostra una finestra medievale a quadrifoglio. La sommità della torre accoglie la cella campanaria.

### Casa Giuseppe Quinzii
Abitazione storica del poeta di Celenza (1879-1936), avvocato del paese e compositore di poesie e commedie teatrali in dialetto. La casa è molto semplice, a due piani, con portale di accesso a tutto sesto, ornato da semplice cornice con chiave di volta. La casa a pianta rettangolare è rivestita di grezzi ciottoli di pietra, e sul retro da intonaco bianco. Si trova sul lato est del borgo, verso il Trigno.